# Trust and Care Football Club
O Trust and Care Football Club é um clube de futebol com sede em Malé, Maldivas. 

## História
A equipe compete no Campeonato Maldivo de Futebol.

### Títulos
- Campeonato Maldivo: 1 (2018)
- Supercopa das Maldivas: 1 (2018-19 )